# 孔昭乾
孔昭乾（1853年—1888年），字伯南，号樛园，又号九缘，别号经锄，江蘇省蘇州府吳縣人，清朝政治人物，光绪癸未進士。

## 生平
光緒九年（1883年），参加癸未科殿試，登進士三甲26名。同年五月，改翰林院庶吉士。光緒十二年四月，散館，俱著以部属用。授刑部江西司主事。光绪十二年（1886年）奉命出洋考察，游历法国、英国。在伦敦期间吞食鸦片自杀。
有《海外鸿泥日记》4卷、《印政备考》2卷、《英政备考》2卷。